# مونا جراحی
مونا جراحی استاد دانشگاه کالیفرنیا است.

## زندگی‌نامه
جراحی متولد ژانویه ۱۹۷۹ در تهران است. او در سن ۲۱ سالگی موفق به کسب مهندسی الکترونیک از دانشگاه صنعتی شریف شد و فوق‌لیسانس خود را از دانشگاه استنفورد در سال ۲۰۰۳ و مدرک دکتری خود را نیز در سال ۲۰۰۷ از همین دانشگاه گرفت. وی همچنین مقطع پسادکتری خود را در دانشگاه کالیفرنیا برکلی گذرانده و در حال حاضر استاد دانشگاه کالیفرنیا در لس آنجلس UCLA می‌باشد.
مونا جراحی در مراسمی که در کاخ سفید برگزار شد، نشان «استعداد برتر حرفه‌ای جوان سال» را از رئیس‌جمهوری آمریکا باراک اوباما به خاطر تحقیقات و پروژه‌های خلاقانه وی در گسترش دانش پلاسمونیک در ساخت وسایل نانوالکترونیک و نانوفتونیک و صنعتی کردن فناوری «تراهرتز» دریافت کرد.
فناوری «تِراهِرتز» در صنایع پزشکی، دارویی و ماشین آلات کاربرد دارد.
جراحی تنها ایرانی‌تبار حاضر در بین ۱۰۲ استعداد برتر سال بود که مفتخر به گرفتن این نشان شد. جایزه ریاست جمهوری برای استعدادهای برتر حرفه‌ای مهندسان و پژوهشگران در سال ۱۹۹۶ به دستور کلینتون و با همکاری شورای ملی علوم و فناوری آمریکا بنیانگذاری شد.
جراحی روز دوشنبه ۱۴ آوریل ۲۰۱۴ از طرف کاخ سفید بالاترین نشان تحقیقاتی دانشمندان و مهندسین جوان را به خود اختصاص داد.
جراحی تاکنون جوایز متعددی را از آن خود کرده‌است که می‌توان به جایزه پیشگامان مهندسی از آکادمی ملی بنیاد مهندسی Grainger، جایزه پیشرفت شغلی زودهنگام از بنیاد ملی علوم، جایزه محققین جوان از دفتر تحقیقات نظامی آژانس پروژه‌های دفاعی پیشرفته مرکز تحقیقات نظامی اشاره نمود.

## علایق پژوهشی
الکترونیک موج تراهرتز/میلی‌متری، اپتوالکترونیک و مواد جدید
فوتونیک مایکروویو و الکترواپتیک فوق سریع
تصویربرداری و طیف‌سنجی تراهرتز/مادون قرمز
وابستگی‌ها
گروه مهندسی برق و کامپیوتر دانشگاه کالیفرنیا لس آنجلس
مؤسسه نانوسیستم‌های کالیفرنیا

## تحصیلات
۰۹/۲۰۰۳–۰۹/۲۰۰۷،
دکتری، مهندسی برق، دانشگاه استنفورد، استانفورد، کالیفرنیا
۰۹/۲۰۰۱–۰۹/۲۰۰۳،
M.S.، مهندسی برق، دانشگاه استنفورد، استنفورد، کالیفرنیا
۰۹/۱۹۹۶–۰۹/۲۰۰۰،
کارشناسی مهندسی برق، دانشگاه صنعتی شریف، تهران، ایران
قرار ملاقات‌ها
۰۷/۲۰۱۷ - حال،
استاد دانشگاه کالیفرنیا، لس آنجلس
گروه مهندسی برق و کامپیوتر
۰۷/۲۰۱۳–۰۶/۲۰۱۷,
دانشیار، دانشگاه کالیفرنیا، لس آنجلس
گروه مهندسی برق و کامپیوتر
۰۷/۲۰۰۸–۰۶/۲۰۱۳،
استادیار دانشگاه میشیگان، آن آربور
گروه مهندسی برق و علوم کامپیوتر
۱۰/۲۰۰۷–۰۶/۲۰۰۸،
دانشجوی فوق دکتری، دانشگاه کالیفرنیا برکلی
سنسور و مرکز محرک برکلی
۰۹/۲۰۰۱–۰۹/۲۰۰۷،
دستیار پژوهشی، دانشگاه استنفورد
گروه مهندسی برق

## افتخارات و جوایز
۲۰۲۲ - جایزه SPIE Harold E. Edgerton در اپتیک با سرعت بالا
۲۰۲۱ - جایزه تحقیقات مهندسی IET A F Harvey
۲۰۲۱ - همکار نوآوری دانشکده UCLA
۲۰۲۰ - عضو مؤسسه فیزیک (IoP)
۲۰۲۰ - جایزه نوآوری کاتالیزور کودکان
۲۰۱۹ - جایزه نوآوری‌ها در علم نظارتی از صندوق باروز ولکام
۲۰۱۹ - عضو مؤسسه مهندسین برق و الکترونیک (IEEE)
۲۰۱۸ - عضو انجمن بین‌المللی مهندسی نوری (SPIE)
۲۰۱۸ - جایزه دستاوردهای دانش آموختگان دانشگاه صنعتی شریف
۲۰۱۸ - صندوق نوآوری زیست پزشکی UCLA
۲۰۱۷ - عضو انجمن نوری آمریکا (OSA)
۲۰۱۷ - جایزه تحقیقات بنیاد Okawa
۲۰۱۷ - جایزه واتانابه برتری در تحقیقات از دانشکده مهندسی و علوم کاربردی UCLA
۲۰۱۶ - بورسیه مخترع مور
۲۰۱۶ - جایزه محبوب مکانیک
۱۳۹۵ - جایزه دانش آموختگان ممتاز دانشگاه صنعتی شریف
۲۰۱۵ - جایزه پژوهشی بنیاد الکساندر فون هومبولت فردریش ویلهلم بسل
۲۰۱۵ - جایزه دستاورد برجسته لات شافای از طرف انجمن آنتن‌ها و انتشار IEEE (AP-S)
۲۰۱۵ - جایزه بهترین مقاله دانشجویی، مقام سوم، کنفرانس بین‌المللی امواج فروسرخ، میلی‌متری و تراهرتز
۲۰۱۵ - مدرس برجسته انجمن تئوری و تکنیک‌های مایکروویو IEEE
2014 - Kavli Fellow توسط آکادمی ملی علوم
۲۰۱۴ - بورسیه بوکر از کمیته ملی ایالات متحده اتحادیه بین‌المللی علوم رادیویی (USNC/URSI)
۲۰۱۴ - جایزه شغلی اولیه شورای نانوتکنولوژی IEEE در فناوری نانو
۲۰۱۴ - جایزه مهندس جوان برجسته انجمن نظریه و تکنیک‌های مایکروویو IEEE
۲۰۱۴ - عضو ارشد انجمن نوری آمریکا (OSA)
۲۰۱۳ - جایزه شغلی اولیه ریاست جمهوری برای دانشمندان و مهندسان
۲۰۱۳ - آکادمی ملی مهندسی، جایزه مرزهای مهندسی بنیاد گرینگر
۲۰۱۳ - عضو ارشد انجمن بین‌المللی مهندسی نوری (SPIE)
۲۰۱۳ - جایزه بهترین مقاله دانشجویی، مقام سوم، سمپوزیوم بین‌المللی مایکروویو
۲۰۱۳ - جایزه بهترین مقاله دانشجویی، مقام دوم، سمپوزیوم بین‌المللی آنتن و انتشار
۲۰۱۲ - جایزه محقق جوان دفتر تحقیقات ارتش (ARO).
۲۰۱۲ - آکادمی ملی مهندسی (NAE) مرزهای مهندسی
۲۰۱۲ - جایزه پژوهشگر جوان دفتر تحقیقات نیروی دریایی (ONR).
۲۰۱۲ - جایزه تحقیقاتی الیزابت کراسبی، دانشگاه میشیگان
۲۰۱۲ - عضو ارشد مؤسسه مهندسین برق و الکترونیک (IEEE)
۲۰۱۱ - جایزه توسعه اولیه شغلی بنیاد ملی علوم (NSF).
۲۰۱۰ - جایزه هیئت علمی جوان آژانس پروژه‌های تحقیقاتی پیشرفته دفاعی (دارپا).
۲۰۰۸ - جایزه بهترین مقاله دانشجویی، مقام سوم، سمپوزیوم بین‌المللی مایکروویو
۲۰۰۸ - نشست هیئت مشاور صنعت سنسور برکلی و مرکز محرک جایزه بهترین مقاله
۲۰۰۷ - جایزه بهترین مقاله دانشجویی، مقام اول، سمپوزیوم بین‌المللی مایکروویو
۲۰۰۵ - جایزه تحقیقاتی برنامه دسترسی به فناوری فوتونیک
۲۰۰۲ - فلوشیپ رابرت بوش
۱۳۷۴ - مدال نقره المپیاد ملی فیزیک ایران
افتخارات و جوایز دریافت شده توسط اعضای گروه
۲۰۲۰ - بورسیه سال پایان‌نامه UCLA توسط دنیز توران دریافت شد
۲۰۱۹ - بورسیه تحصیلی Cadence Women in Technology توسط Yen-Ju Lin دریافت شد
۲۰۱۹ - بورسیه SPIE در اپتیک و فوتونیک توسط Yen-Ju Lin دریافت شد
۲۰۱۹ - جایزه پژوهشی دکتری انجمن آنتن‌ها و تبلیغ IEEE توسط دنیز توران دریافت شد.
۲۰۱۹ - دعوت به شصت و نهمین نشست برندگان جایزه نوبل لینداو به ین جو لین
۲۰۱۹ - بورسیه ایرما پولاسکی توسط شائو-شیوان چیانگ دریافت شد
۲۰۱۸ - بورسیه Grace Hopper توسط Yen-Ju Lin دریافت شد
۲۰۱۸ - بورس تحصیلی بنیاد یین چین توسط ین جو لین دریافت شد
۲۰۱۸ - جایزه دانشکدهٔ دانشکده مهندسی و علوم کاربردی دانشگاه UCLA هنری ساموئلی توسط ویلیام فونگ دریافت شد.
۲۰۱۸ - بورسیه SMART از برنامه آموزش دفاع ملی وزارت دفاع که توسط ویلیام فونگ دریافت شد
۲۰۱۸ - بورسیه تحصیلی انجمن مهندسین و دانشمندان چینی آمریکایی کالیفرنیای جنوبی توسط Xurong Li دریافت شد
۲۰۱۸ - بورسیه تحصیلی مهندسان و دانشمندان چینی آمریکایی و انجمن دانشمندان کالیفرنیای جنوبی توسط ین جو لین دریافت شد
۲۰۱۸ - بورسیه فارغ‌التحصیلی انجمن تئوری و تکنیک‌های مایکروویو IEEE که توسط ین جو لین دریافت شد
۲۰۱۷ - بورسیه تحصیلی دولت تایوان در خارج از کشور توسط ین جو لین دریافت شد
۲۰۱۷ - بورسیه تحصیلی دولت تایوان در خارج از کشور توسط پینگ-کنگ لو دریافت شد
۲۰۱۷ - بورسیه تحصیلی مهندسان و دانشمندان چینی آمریکایی و انجمن دانشمندان کالیفرنیای جنوبی توسط پینگ-کنگ لو دریافت شد.
۲۰۱۷ - بورسیه تحصیلی مهندسین و دانشمندان چینی آمریکایی از جنوب کالیفرنیا توسط ین جو لین دریافت شد.
۲۰۱۶ - جایزه محقق دانشکده مهندسی و علوم کاربردی دانشگاه UCLA هنری ساموئلی توسط ین جو لین دریافت شد.
۲۰۱۶ - دعوت به شصت و ششمین نشست برندگان جایزه نوبل لینداو از شانگ هوآ یانگ
۲۰۱۵ - جایزه بهترین مقاله دانشجویی کنفرانس بین‌المللی امواج مادون قرمز، میلی‌متری و تراهرتز (مقام سوم) توسط Nezih Tolga Yardimci دریافت شد.
۲۰۱۵ - بورسیه تحصیلی دولت تایوان در خارج از کشور توسط شانگ هوآ یانگ دریافت شد
۲۰۱۵ - بورسیه SPIE در اپتیک و فوتونیک توسط Nezih Tolga Yardimci دریافت شد.
۲۰۱۵ - جایزه راکهام دانشگاه میشیگان توسط شانگ هوآ یانگ دریافت شد
۲۰۱۵ - کنفرانس علوم و فناوری Optical Terahertz جایزه بهترین پوستر (مقام دوم) توسط نینگ وانگ
۲۰۱۴ - جایزه پژوهشی دکتری انجمن آنتن‌ها و انتشارات IEEE توسط Shang-Hua Yang دریافت شد.
۲۰۱۳ - جایزه بهترین مقاله دانشجویی سمپوزیوم بین‌المللی IEEE در آنتن‌ها و انتشار (مقام دوم) توسط کریستوفر بری دریافت شد.
۲۰۱۳ - جایزه بهترین مقاله دانشجویی سمپوزیوم بین‌المللی مایکروویو (مقام سوم) توسط کریستوفر بری دریافت شد.
۲۰۱۲ - کمک هزینه تحصیلی کنسرسیوم فضایی میشیگان توسط کریستوفر بری دریافت شد
۲۰۱۲ - جایزه پژوهشی دکتری انجمن آنتن‌ها و تبلیغ IEEE توسط کریستوفر بری دریافت شد.
۲۰۱۲ - بورسیه SPIE در اپتیک و فوتونیک توسط Shang-Hua Yang دریافت شد
۲۰۱۱ - کمک هزینه تحصیلی کنسرسیوم فضایی میشیگان توسط کریستوفر بری دریافت شد
2011 - IEEE Microwave Theory and Techniques Society برای دوره کارشناسی/پیش از فارغ‌التحصیلی که توسط Sung-Ho Park دریافت شد
۲۰۱۰ - کمک هزینه تحصیلی کنسرسیوم فضایی میشیگان توسط کریستوفر بری دریافت شد
انجمن‌ها و خدمات حرفه ای

## عضویت‌های حرفه ای
مؤسسه مهندسین برق و الکترونیک (IEEE)، عضو همکار
IEEE Eta Kappa Nu (HKN)، عضو افتخاری
مؤسسه فیزیک (IOP)، عضو همکار
انجمن نوری آمریکا (OSA)، همکار
انجمن بین‌المللی مهندسان نوری (SPIE)، عضو همکار
انجمن فیزیک آمریکا (APS)، عضو
انجمن آمریکایی برای پیشرفت علم (AAAS)، عضو

## خدمات حرفه ای
۲۰۲۱–۲۰۲۳، عضو هیئت مشاوران تحریریه APL Photonics
۲۰۲۱ تا کنون، عضو هیئت تحریریه گزارش‌های علمی
۲۰۲۱، ویرایشگر مهمان شماره ویژه نانوتکنولوژی در زمینه فناوری‌های کنترل طیفی مبتنی بر نانوساختارها
۲۰۲۰–۲۰۲۴، رئیس کنفرانس فوتونیک THz در SPIE Photonics Europe
۲۰۲۰، سردبیر مهمان مجله موضوعات منتخب در الکترونیک کوانتومی شماره ویژه آنتن‌های نوری
۲۰۱۹ تا کنون، عضو هیئت تحریریه eLight، گروه انتشارات Springer Nature
۲۰۱۹ تا کنون، یکی از بنیانگذاران و عضو هیئت مدیره Lookin, Inc.
۲۰۱۸ تا کنون، عضو کمیته برنامه، SPIE Photonics West
۲۰۱۵-اکنون، عضو کمیته برنامه فنی، کنفرانس لیزر و الکترواپتیک
۲۰۱۵–۲۰۱۷، مدرس برجسته انجمن تئوری و تکنیک‌های مایکروویو IEEE
۲۰۱۵ تا کنون، عضو موقت کمیته برنامه فنی، کارگاه بین‌المللی علم و فناوری تراهرتز نوری
۲۰۱۴-اکنون، سخنران مدعو SPIE
۲۰۱۴-اکنون، مدرس مسافرتی OSA
۲۰۱۴، ویرایشگر مهمان مجله IEEE Microwave در مورد فناوری تراهرتز
۲۰۱۳–۲۰۱۸، عضو هیئت تحریریه مجله امواج فروسرخ، میلی‌متری و تراهرتز
۲۰۱۲ تا کنون، عضو موقت کمیته برنامه فنی، کنفرانس بین‌المللی امواج فروسرخ، میلی‌متری و تراهرتز
۲۰۱۲ تا کنون، عضو کمیته برنامه فنی، سمپوزیوم بین‌المللی مایکروویو IEEE
۲۰۱۱ تا کنون، عضو موقت کمیته برنامه فنی، سمپوزیوم بین‌المللی IEEE در مورد آنتن‌ها و انتشار
۲۰۱۱ تا کنون، عضو کمیته فناوری و کاربردهای تراهرتز انجمن تئوری و تکنیک‌های مایکروویو IEEE
۲۰۰۹–۲۰۱۳، بنیانگذار و معاون فعالیت‌های فنی انجمن فوتونیک IEEE، بخش جنوب شرقی میشیگان
۲۰۰۹ تا کنون، بررسی پیشنهادی موقت برای مؤسسه ملی بهداشت، وزارت انرژی و بنیاد ملی علوم